# Armored Core 2
Armored Core 2 (アーマード・コア2?, Āmādo Koa 2) è un videogioco mecha in terza persona del 2000 sviluppato da FromSoftware per PlayStation 2. È il quarto capitolo della serie Armored Core e un sequel indiretto di Armored Core: Master of Arena. Armored Core 2 è uscito inizialmente in Giappone per PlayStation 2 il 3 agosto 2000. FromSoftware ha collaborato con Agetec e ha pubblicato una versione nordamericana il 26 ottobre dello stesso anno come titolo di lancio per PlayStation 2. Una versione europea è uscita in collaborazione con Ubisoft il 23 marzo 2001.
La storia si svolge quasi 70 anni dopo Master of Arena. Dopo la colonizzazione di Marte, una potente organizzazione chiamata The Frighteners rovescia il governo per volere del loro leader, l'enigmatico Leos Klein. Il giocatore è un mercenario incaricato di smantellare i Frighteners e sconfiggere Klein.
Il gameplay di Armored Core 2 è in gran parte simile a quello dei suoi predecessori. I giocatori prendono il controllo di potenti macchine chiamate Armored Core e si impegnano in missioni pericolose o combattono nell'Arena contro altri piloti. Come i giochi precedenti, Armored Core 2 presenta una modalità multiplayer locale che include una funzione di collegamento della console e consente a due giocatori di combattersi tra loro con il proprio Armored Core personalizzato.
Un sequel diretto, Armored Core 2: Another Age, è uscito nel 2001 per PlayStation 2.

## Trama
67 anni dopo Master of Arena, la seconda società più grande della Terra, Zio Matrix, acquisisce i piani per un progetto di ricerca su Marte, che risale a prima della Grande Distruzione. Utilizzando questi piani, Zio Matrix invia un gruppo di ricerca su Marte per avviare il Progetto Terraforming, che fa sì che la superficie e l'atmosfera marziane si avvicinino a quelle della Terra. Altre corporazioni vengono a conoscenza del progetto e seguono rapidamente Zio Matrix, portando con sé l'ambiente competitivo che esisteva sulla Terra e l'impiego dei mercenari di Nerves Concord.
Mentre la guerra delle tre compagnie volge al termine, Zio Matrix tenta un colpo di stato contro il governo, che ha ripreso il controllo attraverso la sua squadra di mercenari d'élite, The Frighteners, guidata da Leos Klein. Ma nel caos che ne consegue, i Frightener si rivoltano contro il governo, assassinano il suo leader e prendono il controllo di una potente tecnologia. Il personaggio del giocatore ha il compito di affrontarli e salvare la popolazione umana di Marte.

## Modalità di gioco
Armored Core 2 è uno sparatutto in terza persona in cui i giocatori pilotano macchine chiamate Armored Cores. Questi nuclei possono essere completamente personalizzati con parti, armi e schemi di verniciatura diversi per creare un equipaggiamento unico. I giocatori devono bilanciare il loro carico per assicurarsi che non siano troppo pesanti o stiano usando troppa potenza. Per acquistare più parti, i giocatori devono guadagnare crediti attraverso le missioni o l'Arena.
Le missioni sono sostanzialmente invariate rispetto al'Armored Core originale. Ai giocatori viene assegnato un obiettivo da completare in livelli aperti e possono completare l'obiettivo come preferiscono. I nemici possono essere costituiti da macchine automatizzate chiamate MT, misteriose armi senza pilota chiamate Disorders o altri piloti di Armored Core. Al termine, i costi di riparazione e munizioni vengono detratti dal pagamento della ricompensa. Se un giocatore fallisce una missione, quei costi vengono detratti direttamente dal suo saldo complessivo.
L'Arena è una modalità di gioco in gran parte libera a cui il giocatore può accedere in qualsiasi momento. All'inizio del gioco, il giocatore è classificato in fondo a una scala di 50 persone e deve combattere per raggiungere la vetta.  Alcuni piloti classificati possono essere uccisi nel corso delle missioni della storia e rimossi dalla scala. Man mano che i giocatori vincono, possono guadagnare crediti o parti per le loro vittorie che possono essere utilizzate sia nell'Arena che nelle missioni della storia.
Oltre alle missioni e all'Arena, una modalità multiplayer locale consente ai giocatori di combattere i propri amici tramite schermo diviso o console collegandosi con un cavo Sony I-link Fire Wire. Mentre lo schermo diviso richiede solo una copia del gioco, il collegamento della console richiede due copie, insieme a due console separate e due televisori. Il collegamento della console consente un numero maggiore di opzioni di posizione nella modalità di gioco. I giocatori con salvataggi esistenti possono caricare il loro nucleo corazzato personalizzato in queste partite multiplayer.

## Accoglienza
Il gioco ha ricevuto "recensioni generalmente favorevoli" secondo il sito web di aggregazione di recensioni Metacritic.
NextGen ha scritto che il gioco era "Sicuramente uno dei migliori titoli attualmente disponibili per PS2. Sicuramente vale la pena possederlo, a meno che tu non sia spento dal complesso sistema di costruzione dei mech o odi completamente i mech". In Giappone, Famitsū gli ha assegnato un punteggio di 33 su 40.
I revisori hanno elogiato la qualità grafica di Armored Core 2:  Andrew Reiner di Game Informer ha definito gli effetti di luce e gli ambienti "assolutamente incredibili". GamePro ha scritto che "la grafica dà vita al mondo di AC". Shawn Sanders di GameRevolution ha trovato che "gli effetti delle particelle [sono] impressionanti". Jon Thompson di AllGame, d'altra parte, non ha trovato la grafica così innovativa come i suoi colleghi, scrivendo che "sembra ancora accettabile".
Il gameplay ha avuto risposte contrastanti. Frank Provo di GameSpot lo ha definito la "vera bellezza" del gioco. IGN ha scritto che "a volte la curva di progressione salta in direzioni bizzarre". Jessyel Gonzalez di PlanetPS2 era d'accordo con le lamentele di Smith, osservando che il gioco "richiede ogni singolo briciolo di pazienza nella tua mente per padroneggiare il gioco".
Le critiche sono state rivolte allo schema di controllo, con Smith che ha notato che il gioco "ha trascinato con sé il suo vecchio schema di controllo nella nuova generazione, e noi giocatori siamo molto più poveri per questo". Thompson ha aggiunto: "I mech non sono reattivi come dovrebbero, il targeting è ipersensibile e, nel complesso, il processo di combattimento a volte diventa più una seccatura che un buon momento".